# Ширковский, Эдуард Иванович
Ширко́вский Эдуа́рд Ива́нович (белор. Шыркоўскі Эдуард Іванавіч, 18 апреля 1932, Новый Свержень, Новогрудское воеводство — 10 марта 2002, Москва) — белорусский военный деятель, председатель КГБ Белорусской ССР (1990—1991), председатель КГБ Республики Беларусь (1991—1994).

## Биография
В 1954 году окончил Минский юридический институт, член КПСС по распределению работал следователем прокуратуры Комсомольск-на-Амуре.
В 1955—1957 годах секретарь райкома комсомола ВЛКСМ Комсомольска-на-Амуре.
В органах госбезопасности: с 1957 г. В 1959 году окончил курсы КГБ школа № 304. Затем работал в следственном отделе Управления КГБ СССР по Свердловской области.
В 1961—1968 годах — следователь в Особом отделе КГБ СССР по Уральскому военному округу.
В 1968—1973 годах — переведен следователем в Центральный аппарат КГБ СССР.
В 1973—1985 годах — заместитель начальника, начальник отделения 10-го отдела 2-го Главного управления КГБ при СМ СССР.
В 1985—1988 годах — начальник Управления КГБ Белорусской ССР по Витебской области.
В 1988—1990 годах — 1-й заместитель председателя КГБ Белорусской ССР В. Г. Балуева.
В 1990—1991 годах — председатель КГБ Белорусской ССР.
В 1991—1992 годах — начальник управления МСБ СССР по Республике Беларусь.
8 декабря 1991 года в ответ на подписания белорусской резиденции Вискули беловежского соглашения о роспуске СССР, выдвинулся спецназ КГБ Белоруссии, окруживший лес в районе охотничьей резиденции и ожидавший приказа на арест подписантов соглашения. В ответ из Москвы было приказано находиться на позициях и ждать команды. Но команды так и не поступило. По распространенному мнению, начальник белорусского КГБ Эдуард Ширковский, должен был без приказа из Москвы арестовать глав союзных республик, однако он и его первый заместитель Г. М. Шкурдь струсили.
В 1992—1994 годах — председатель КГБ Республики Беларусь. С 31 марта 1994 года на пенсии.
Скончался 10 марта 2002 года, похоронен в Москве на Троекуровском кладбище.

## Звания
- Генерал-майор (1988);
- Генерал-лейтенант (1990);
- Генерал-полковник (1993)

## Награды
- Орден Красной Звезды (1981)
- Орден «Знак Почёта» (1975)
- 12 медалей